# 1687
Епоха великих географічних відкриттів •  Перша наукова революція • Річ Посполита •  Запорозька Січ •  Руїна

## Геополітична ситуація
Османську імперію очолює Сулейман II (до 1691). Під владою османського султана перебувають Близький Схід та Єгипет, Середземноморське узбережжя Північної Африки, частина Закавказзя, значні території в Європі: Греція, Болгарія і Сербія. Васалами османів є Волощина та Молдова.
Священна Римська імперія — наймогутніша держава Європи. Її територія охоплює, крім німецьких земель, Угорщину з Хорватією, Богемію, Північну Італію. Її імператор — Леопольд I Габсбург (до 1705).
Габсбург Карл II Зачарований є королем Іспанії (до 1700). Йому належать Іспанські Нідерланди, південь Італії, Нова Іспанія, Нова Гранада та Нова Кастилія в Америці, Філіппіни. Королем Португалії є Педру II (до 1706). Португалія має володіння в Бразилії, в Африці, в Індії, в Індійському океані й Індонезії.
Північ Нідерландів займає Республіка Об'єднаних провінцій. Вона має колонії в Північній Америці, Індонезії, на Формозі та на Цейлоні. Король Франції — Людовик XIV (до 1715). Франція має колонії в Північній Америці. Король Англії — Яків II Стюарт (до 1688). Англія має колонії в Північній Америці, на Карибах та в Індії. Король Данії та Норвегії — Кристіан V (до 1699), король Швеції — Карл XI (до 1697). На Апеннінському півострові незалежні Венеційська республіка та Папська область. Король Речі Посполитої — Ян III Собеський (до 1696) . Формально царями Московії є Іван V (до 1696) та Петро I, фактичну владу тримає в своїх руках регентка Софія Олексіївна.
Україну розділено по Дніпру між Річчю Посполитою та Московією. Діють два гетьмани: Андрій Могила (польський протекторат) на Правобережжі, Іван Мазепа (московський протекторат) на Лівобережжі. На півдні України існує Запорозька Січ. Існують Кримське ханство, Ногайська орда.
В Ірані правлять Сефевіди.
Значними державами Індостану є Імперія Великих Моголів, в якій править Аурангзеб, султанат Голконда, Імперія Маратха. В Китаї править Династія Цін. У Японії триває період Едо.

## Події

### Україна
- 4 серпня гетьманом України обрано Івана Мазепу.
- Укладено Коломацькі статті між Гетьманщиною та Московією.
- Константинопольський патріархат визнав актом хабарництва рішення 1686 року про підпорядкування Української Православної Церкви Російській Православній Церкві та скасував його. Відтоді вважає Україну своєю «канонічною територією».
- Кошовим отаманом Запорозької січі обрано Філона Лихопія, потім Григорія Сагайдачного.
- Зазнав невдачі похід московських військ на Крим, в якому брали участь й українські козаки.

### Світ
- 12 серпня військо Священної ліги завдало важкої поразки османам поблизу Могача.
- 8 листопада яничари, військова еліта і відносно незалежна політична сила Османської імперії, повалили владу султана і халіфа Мехмеда IV і проголосили його спадкоємцем Сулеймана II.
- Король Англії Яків II (у Шотландії він був Яків VII) відновив та офіційно затвердив шотландський Орден будяка.
- Яків II проголосив Декларацію індульгенції (свободи совісті), внаслідок якої зросло невдоволення королем у англіканських колах.
- Під час обстрілу Акрополя венеційцями зруйновано Парфенон.
- Правитель Трансильванії Міхай І Апафі підписав угоду, за якою Трансильванія стала спадковою землею Габсбургів.
- Французький мандрівник Рене Робер Кавельє де ла Саль загинув у Техасі внаслідок бунту серед своїх людей.
- Падишах Великих Моголів Аурангзеб захопив Голконду.
- На трон Японії зійшов імператор Хіґасіяма.

### Наука та культура
- 6 липня Ісаак Ньютон опублікував у Лондоні знамениті Philosofiae naturalis principia mathematika, де було викладено відкриття автора в галузі прикладної математики, астрономії та фізики

## Народились
Дивись також Категорія:Народились 1687

## Померли
Дивись також Категорія:Померли 1687
- 28 січня — Ян Гевелій, польський астроном, автор перших карт Місяця, градоначальник Ґданську